# Peter Visser
Peter Visser (Heerenveen, 2 april 1939) is een Nederlands pianist en componist.
Hij was zoon van Bieuwkje Kerkhof en Willem Frederik Hendrik Visser.
Hij komt uit een onderwijzersgezin en groeide op in Oranjewoud. In 1953 vertrok het gezin naar Den Haag. Voordat de muziek het overnam volgde hij het gymnasium In zijn Friese jeugd ontwikkelde hij een brede belangstelling: muziek, proza, poëzie en natuur.
Toen zijn studie aan het gymnasium er in 1958 op zat, wendde hij zich meer en meer tot muziek. Hij ging studeren aan het Haags Conservatorium. Docenten waren Jan de Man voor piano (eindexamen 1965, begeleiding 1967), Henk van Calsteren voor altviool, Kees van Baaren voor compositieleer en Rudolf Koumans voor muziektheorie. Het examen theorie leverde hem de Willem Nicolaïprijs (1961) op, terwijl hij de studie bij Van Baaren afbrak. Van Baaren wilde hem een bepaalde richting opsturen (aldus Visser), waar Visser (toen) geen interesse in had, de dodecafonie. Na de conservatoriumstudie wendde hij zich tot Gerard Hengeveld voor aanvullende pianolessen.
Al tijdens die studies werd hij begeleider, eerste bij de vakopleiding dans aan genoemde instelling, schreef recensies bij de Haagse Courant en Het Vaderland (1980-1983), Mens en Melodie etc. In de seizoenen 1969 en 1970 was hij als begeleider verbonden aan het Nederlands Danstheater. In de jaren tachtig werd hij zelf docent aan het conservatorium, vanaf 1986 zowel repetitor als piano. In 2001 ging hij er met pensioen, na ook voorspeelavonden te hebben georganiseerd, kamermuziek te hebben onderwezen en begeleider van studenten tot concoursen. Vanaf dan werd hij weer uitvoerend musicus op altviool en piano.
Gedurende zijn leven was Visser aan het componeren. Wellicht onder invloed van Van Baaren bevinden zijn eerste werken zich op het snijvlak van experimentele muziek en romantiek. Voorbeelden waren Leos Janácek, Bela Bartók, Gustav Mahler en Anton Bruckner, in later tijd Dmitri Sjostakovitsj en Olivier Messiaen. De twaalftoonstechniek (dodecafonie) liet hem uiteindelijk niet los, en hij probeerde daarin een eigen systeem te ontwikkelen.
Hij was enige tijd voorzitter van de muziekafdeling van de Haagse Kunstkring, zodat oude jeugdliefdes opbloeiden met het op muziek zetten van gedichten. Visser schreef in allerlei genres van strijkkwartet tot symfonie, veel liederen en werken voor amateurensembles (Sinfonietta Hasonica). In de categorie liederen moet genoemd worden een liederenbundel met liederen op tekst van Obe Postma voor het Obe Postma Selskip (Obe Postma Gezelschap). De Algemene muziek encyclopedie noemde als belangrijke werken Strijkkwartet nr. 1 (1977), Three poems by Mao Tse Tung (1978), Pianoconcertino (1978), Galgenlieder (1978), Die Wolken 91979), Protestsongs (1980), Lamento per archi (1980), Zeven Rilkeliederen (1981), Muziek voor piano (1981), strijktrio Ruimte 91982), sonata romantica (1983) en Strijkkwartet nr. 2 Melodiën.
Visser was jarenlang lid van Nederlandse Jeugdbond voor Natuurstudie.
- Gemeinsame Normdatei: 1023677970
- Library of Congress Control Number: n79134328
- MusicBrainz: 35d83e97-f456-42ee-b00e-e7a953f91902
- Nederlandse Thesaurus van Auteursnamen: 375427503
- Système universitaire de documentation: 192098535
- Virtual International Authority File: 6219881